# Tratado de Westminster (1353)
El tratado de Westminster fue firmado el 1 de marzo de 1353 entre Juan II de Francia y Eduardo III de Inglaterra poniendo fin a la primera fase de la Guerra de Sucesión Bretona. El tratado preveía el reconocimiento por el rey de Inglaterra de Carlos de Blois como duque de Bretaña a cambio de la entrega de 300 000 coronas y la firma de una alianza perpetua entre Bretaña e Inglaterra, garantizada por el matrimonio del hijo de Jean de Montfort con la hija del rey Eduardo III.
El asesinato de Carlos de España, condestable de Francia y favorito de Juan II el Bueno, perpetrado por los hombres de Carlos II de Navarra, el Malo, entorpeció la obtención de la dispensa papal necesaria para hacer posible el matrimonio entre los dos primos e hizo fracasar las negociaciones de paz.